# Xterm
xtermは、X Window Systemの標準的な端末エミュレータである。ユーザは一つのディスプレイの中に複数のxtermを表示し、同時に作業を行うことができる。それぞれのxtermは、xtermの中で動作するプロセスに対し、独立した入出力を提供する（通常、このプロセスとはUnixシェルである）。

## 概要
xtermは、X Window Systemに先立って開発されていた。もともとxtermは、1984年夏、VAXStation 100 (VS100) のスタンドアロン・端末エミュレータとしてMark Vandevoordeによって開発された。ところが、スタンドアロンで動作するよりもXの一部となった方が便利であることがすぐにわかり、X向けに変更された。
現在、xtermから派生した多くの端末エミュレータが存在する。
xtermには、通常メニューバーが存在しない。ユーザは、Controlキーを押しながら左クリック、中クリック、右クリックをすることで3つの異なるメニューにアクセスすることができる。コンパイル時にツールバーを組み込むことも可能だが、これは前述のものと同じメニューを呼び出す。

## 機能

### 端末エミュレーション
初期のバージョンでは、VT102とTektronix 4014をエミュレートしていた。後のバージョンでは、次のような、DECや他の端末のためのコントロールシークエンスが追加されている。
- VT220:パッチ24にて追加[3]。
- VT320:パッチ24にて追加[3]。
- VT420:DECSTRはパッチ34にて追加[4]。
- VT520:公式にはエミュレートされていないが、VT520の機能の一部は実装されている[5]。

### プロトコル
端末コントロール機能は以下のものなどがサポートされている。
- ANSI X3.64
- Digital Equipment Corporation VTのファミリ
  - VT52
  - 初期のバージョンでは、VT102とTektronix
  - VT220
- Tektronixのファミリ
  - Tektronix 4014

加えて、商業的に用いられるターミナルマシンで使われるプロトコルのほかに、xtermは下のような若干のプロトコルを追加している。
- マウスのトラッキング: ボタン4とボタン5に対するサポートはパッチ120で追加[6]。
- 16色ターミナルプロトコル: パッチ39で追加[7]。
- 256色ターミナルプロトコル: パッチ111で追加[8]。
- 88色ターミナルプロトコル: パッチ115で追加[9]。
- カスタムのカラーパレット: パレットのエントリのRGB値を指定する機能がパッチ111で追加されている[8]。